# Festa nazionale francese
La festa nazionale francese  (in francese la fête nationale o, più comunemente, le 14 juillet ossia "il 14 luglio") è la festa nazionale istituzionale della Francia. Si svolge in quella data dal 1880. È stata istituita per commemorare la Festa della Federazione del 1790, giorno dell'unità nazionale, e per la presa della Bastiglia. In Francia è un giorno non lavorativo.

## Celebrazioni
Il 14 luglio si svolge una parata militare sugli Champs-Élysées, parate e cerimonie militari nella maggior parte dei comuni e fuochi d'artificio nelle notti del 13, 14 e 15 luglio.

## Storia

### La tradizione
Il 21 maggio 1880, il deputato Benjamin Raspail propose la legge per stabilire il 14 luglio come festa nazionale in commemorazione annuale del 14 luglio 1790 (il giorno della Festa della Federazione). Il 14 luglio 1789 (giorno della presa della Bastiglia) era considerato un giorno sanguinoso ma fu cruciale per la rivoluzione e la proposta della Festa della Federazione ottenne la maggioranza dei voti.
La Presa della Bastiglia fu comunque un evento fondamentale della storia e della cultura francese, evento, fra l'altro, che vide come protagonista degli insorti Pierre-Augustin Hulin, considerato ancora oggi l'artefice della presa della Bastiglia.
Tradizionalmente era consuetudine ornare le principali strade di ogni città ed eseguire balli popolari in strada.

### Anni recenti
Dal 1995 al 2006, durante la presidenza di Jacques Chirac, vi è stato in questo giorno un tradizionale discorso del Presidente della Repubblica Francese a reti unificate televisive. Nel 2007, la presidenza di Nicolas Sarkozy ha voluto interrompere l'appuntamento per il discorso, dicendo di voler parlare alla nazione solo quando veramente necessario.
Allo stesso modo, l'elegante ricevimento nei giardini dell'Élysée dopo la parata, istituito nel 1978 dalla presidenza Valéry Giscard d'Estaing, è stato interrotto nel 2010 da Sarkozy per ragioni d'austerità davanti alla crisi economica.
Il 14 luglio 2016, durante i festeggiamenti sul Lungomare degli Inglesi (Promenade des Anglais) a Nizza, verso le 22:30 ora locale (20:30 UTC), un terrorista ha causato la morte di 84 persone e ne ha ferite più di 100, investendone molte di più con un camion bianco e sparando all'impazzata mentre guidava. L'attentato fu il terzo legato al terrorismo islamista subito dalla Francia nel giro di un anno e mezzo, dopo quelli del 7 gennaio 2015 e del 13 novembre 2015.

## Galleria d'immagini

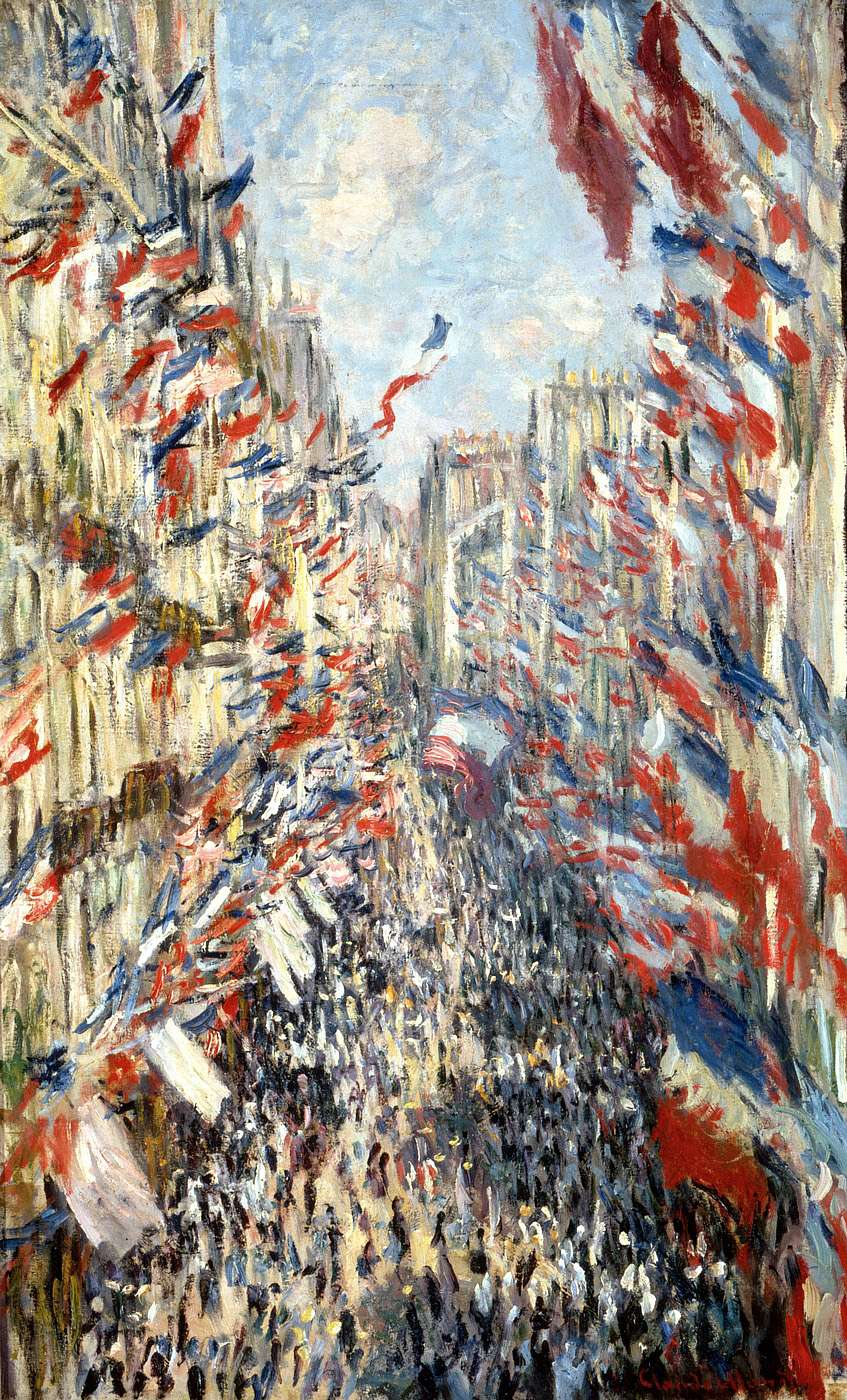
La rue Montorgueil, 1878, di Claude Monet
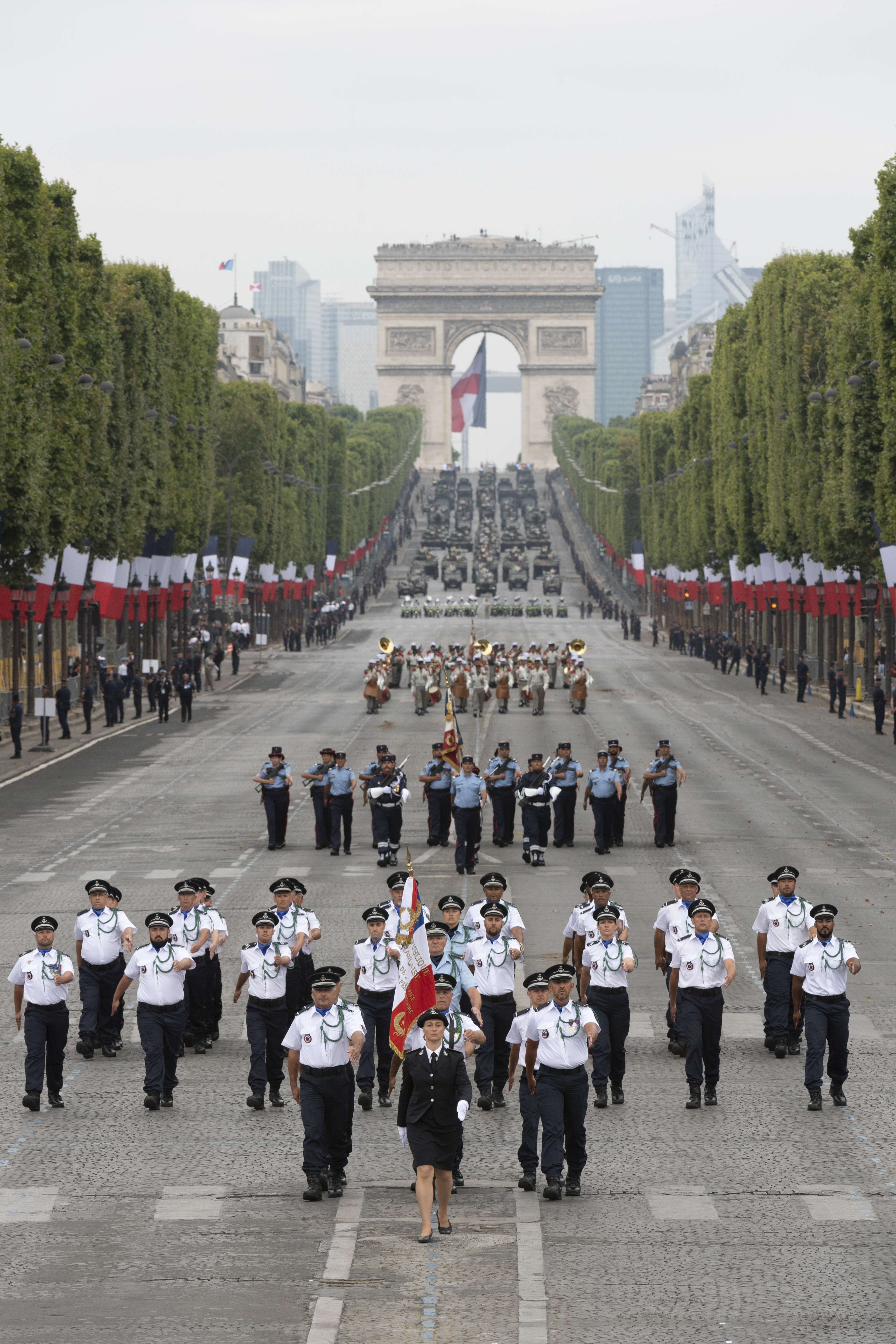
La tradizionale parata militare sugli Champs-Élysées
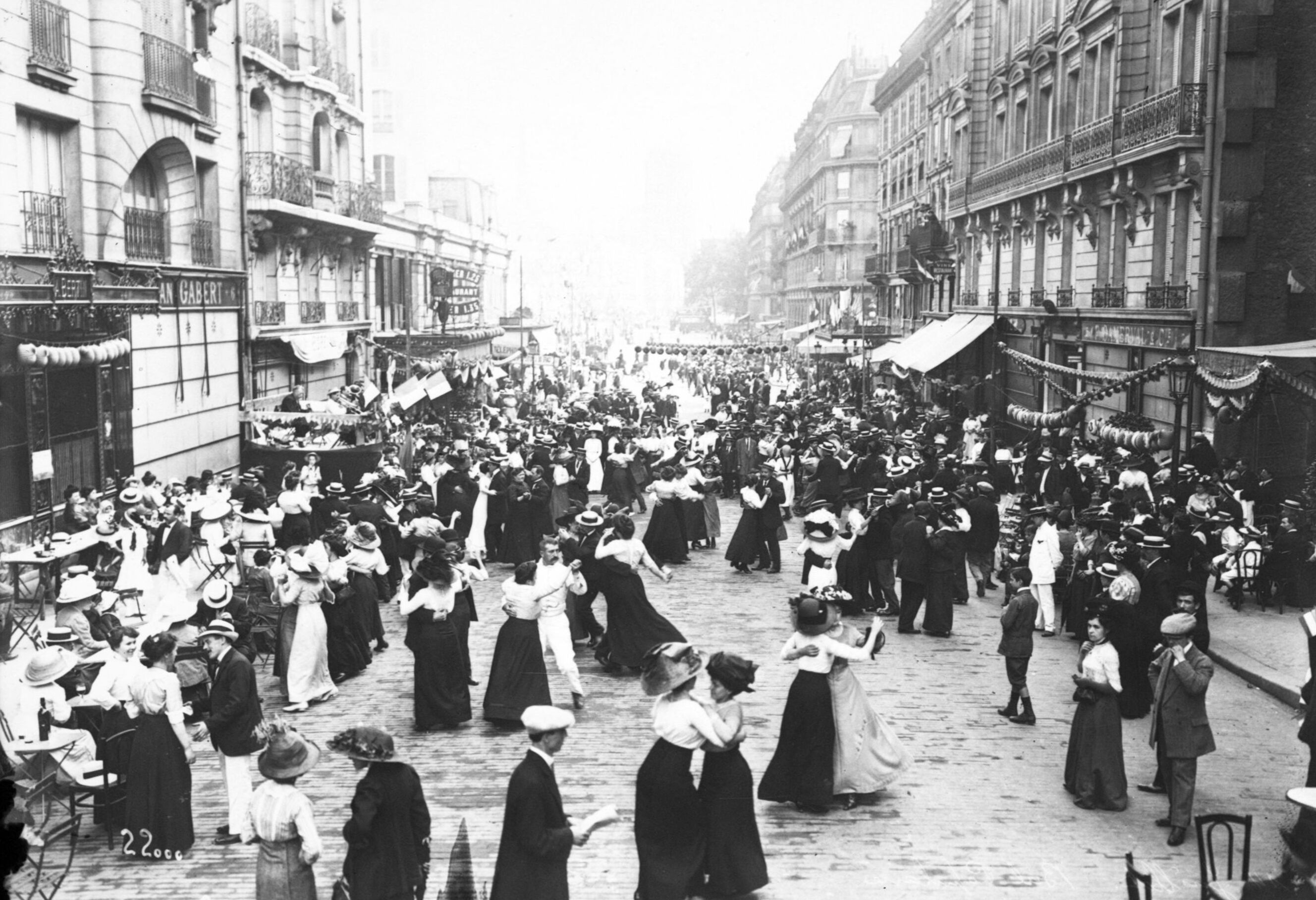
Un ballo popolare a Parigi, 14 luglio 1912
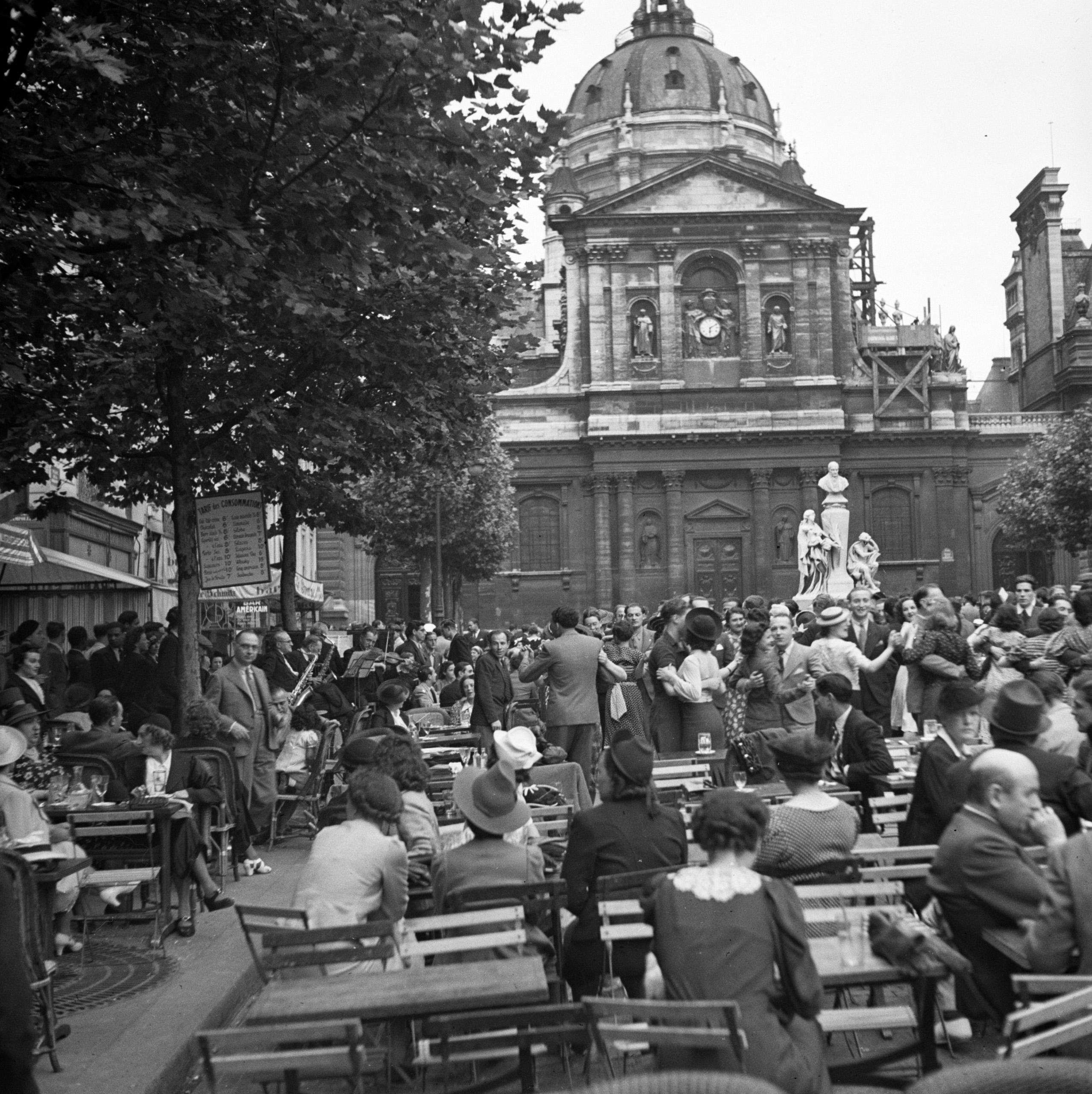
Un altro ballo popolare a Parigi, 14 luglio 1938 (foto di Willem van de Poll)